# Pekan Dolok Masihul
Pekan Dolok Masihul is een bestuurslaag in het regentschap Serdang Bedagai van de provincie Noord-Sumatra, Indonesië. Pekan Dolok Masihul telt 5099 inwoners (volkstelling 2010).